# Bahrain International 2007
Die Bahrain International 2007 im Badminton fanden im Februar 2007 in Manama statt.
2002 fand bereits ein als Bahrain Satellite betiteltes Turnier im Golfstaat statt, welches im Juni 2006 seine Fortsetzung als Bahrain International in Manama finden sollte. Der Termin verschob sich letztendlich auf den 20. bis 23. Februar 2007. Es war abgesehen von den Asienspielen das erste Badmintonturnier dieser Größenordnung in den Golfstaaten. Von der BWF wurde es als „International Series“ (Level 4) eingestuft und sollte von da an jährlich stattfinden. Bei der ersten Austragung als Bahrain International gewannen die Deutschen Jochen Cassel und Thomas Tesche den Titel im Herrendoppel.

## Die Sieger und Platzierten
| Disziplin    | Gold                                  | Silber                        | Bronze                           |
| ------------ | ------------------------------------- | ----------------------------- | -------------------------------- |
| Herreneinzel | Sho Sasaki                            | Pablo Abián                   | Nabil Lasmari                    |
| Herreneinzel | Sho Sasaki                            | Pablo Abián                   | Niluka Karunaratne               |
| Dameneinzel  | Agnese Allegrini                      | Trupti Murgunde               | Sutheaswari Mudukasan            |
| Dameneinzel  | Agnese Allegrini                      | Trupti Murgunde               | Aparna Balan                     |
| Herrendoppel | Jochen Cassel Thomas Tesche           | Goh Yin Jing Azrihanif Azahar | Ali Shahhosseini Nikzad Shiri    |
| Herrendoppel | Jochen Cassel Thomas Tesche           | Goh Yin Jing Azrihanif Azahar | Nabil Lasmari Lenaic Luong       |
| Damendoppel  | Shendy Puspa Irawati Meiliana Jauhari | Wong Wai See Chor Hooi Yee    | Trupti Murgunde Aparna Balan     |
| Damendoppel  | Shendy Puspa Irawati Meiliana Jauhari | Wong Wai See Chor Hooi Yee    | Caren Hückstädt Huwaina Razi     |
| Mixed        | David Pohan Meiliana Jauhari          | Alexandre Paixão Filipa Lamy  | Klaus Raffeiner Agnese Allegrini |
| Mixed        | David Pohan Meiliana Jauhari          | Alexandre Paixão Filipa Lamy  | Jaison Xavier Shalini Shetty     |

## Finalresultate
| Disziplin    | Sieger                                | Finalist                      | Ergebnis           |
| ------------ | ------------------------------------- | ----------------------------- | ------------------ |
| Herreneinzel | Sho Sasaki                            | Pablo Abián                   | 21:10, 21:11       |
| Dameneinzel  | Agnese Allegrini                      | Trupti Murgunde               | 21:11, 21:18       |
| Herrendoppel | Jochen Cassel Thomas Tesche           | Goh Yin Jing Azrihanif Azahar | 21:15, 21:18       |
| Damendoppel  | Shendy Puspa Irawati Meiliana Jauhari | Wong Wai See Chor Hooi Yee    | 22:20, 21:17       |
| Mixed        | David Pohan Meiliana Jauhari          | Alexandre Paixão Filipa Lamy  | 19:21, 21:14 21:14 |